# And Don't Forget to Give Me Back My Black T-Shirt
And Don't Forget to Give Me Back My Black T-Shirt is de drieëntwintigste aflevering van het tiende seizoen van het tienerdrama Beverly Hills, 90210, die voor het eerst werden uitgezonden op 19 april 2000.

## Plot
Donna en Mitch krijgen samen een relatie en Donna komt er snel achter dat Mitch zijn hele toekomst plant en krijgt van hem een elektronische organizer en heeft al hun plannen erin gezet. Dit irriteert Donna omdat zij liever van dag naar dag leeft maar laat nog niets merken. Als Donna op de set aanwezig is waar de foto’s gemaakt worden van haar kledinglijn breekt er paniek uit omdat de fotomodel niet op komt dagen, Dylan oppert het idee om Camille als fotomodel te laten fungeren. Donna vindt dit een uitstekend idee maar David die nog steeds jaloers is vindt dit minder en laat dit ook merken aan Camille die dit belachelijk vindt. Donna organiseert haar fotoshoot voor de website in de After Dark en de voorbereidingen zijn in volle gang en iedereen helpt mee. Mitch gaat zover in zijn toekomstplanning, hij plant al kerstmis terwijl dit pas over acht maanden is en dit gaat Donna toch te ver en verbreekt de relatie. Dit zint Mitch niet en blokkeert de lancering van de website en op het grote moment van de lancering komt Donna tot deze ontdekking en is boos op Mitch en gaat verhaal halen. Mitch vertelt haar dat de website online gaat als zij hem weer terugneemt wat Donna absoluut niet van plan is. Uiteindelijk haalt Mitch toch de blokkering eraf en geeft de relatie op, dit tot grote opluchting van Donna. Meteen wordt duidelijk dat de website een groot succes is. Kelly vermoedt dat Donna de relatie met Mitch heeft verbroken omdat zij nu een kans ziet met David nu hij en Camille veel ruzie hebben. David besluit het om het uit te maken met Camille, dit tot groot verdriet van Camille.
Kelly en Matt zijn druk met de voorbereidingen voor hun huwelijk die er snel aankomt. Kelly wordt teleurgesteld door haar vader die hen wil verrassen met een bezoek voor een etentje, als hij later weer afzegt is Kelly zeer teleurgesteld in hem. Matt maakt zich zorgen om Dylan, die steeds toespelingen maakt over het feit dat Matt vreemdgegaan is. Dylan kan het niet aan dat Kelly niet met hem trouwt en twijfelt of hij naar het huwelijk gaat.
Steve baalt ervan dat er veel mensen rijk worden met de internetbedrijven en wil ook gaan beleggen in de website van Donna maar raakt in verzet met Janet die hun geld niet wil riskeren. Steve zet het toch door en belegt $ 10.000,- in de website en als Janet hierachter komt is zij niet blij. Als zij ernaar vraagt dan legt Steve uit dat hij dit geld van zijn geheime spaarrekening heeft gehaald, dit maakt Janet nog bozer omdat zij baalt dat hij geheime rekening heeft. Steve wil haar uitleggen dat hij hier niets over verteld heeft omdat dit een vangnet was voor hen maar Janet blijft hier boos over.
Noah krijgt een telefoontje van Ellen die zijn hulp vraagt, zij is opgepakt door de politie omdat zij dronken in haar auto lag te slapen. Noah haalt haar op en wil haar helpen en neemt haar mee naar een A.A. bijeenkomst. Noah komt erachter dat Ellen een groot geheim met haar meedraagt, zij neemt Noah mee naar een speeltuin waar zij een klein meisje zien spelen en Ellen biecht op dat dit haar dochter Caitlin is en dit verrast Noah. Ellen kreeg Caitlin na veel alcohol en een onenightstand en legt uit aan Noah dat haar moeder haar dochter opvoedt omdat zij dit nog niet aan kan.

## Rolverdeling
- Jennie Garth - Kelly Taylor
- Ian Ziering - Steve Sanders
- Brian Austin Green - David Silver
- Tori Spelling - Donna Martin
- Luke Perry - Dylan McKay
- Joe E. Tata - Nat Bussichio
- Lindsay Price - Janet Sosna
- Daniel Cosgrove - Matt Durning
- Vincent Young - Noah Hunter
- Josie Davis - Camille Desmond
- Heidi Lenhart - Ellen
- Mark Collier - Mitch Field
- Dan Deublein - Ben de accountant
- Adeline Allen - Caitlin
- Kathleen Garrett - Marion (moeder van Ellen)